# Cyrla Hanulowa
Cyrla Hanulowa lub Cerla Hanulowa – polana w Gorcach, znajdująca się na grzbiecie odchodzącym od Kudłonia w północno-zachodnim kierunku. Jest nieduża, znajduje się w zakończeniu tego grzbietu, obejmując kulminację wierzchołkową i część grzbietu. W jej północno-zachodnim narożu znajduje się szałas z dużym okapem nad wejściem, boczną szopą i, nietypowo dla gorczańskich szałasów, przykryty dachówką. Nazwa polany pochodzi od słowa cyrhlenie (w wymowie ludowej także cerhlenie), oznaczającego dawny sposób tworzenia polan poprzez wypalanie.
Polana znajduje się w administracyjnym obszarze wsi Konina w województwie małopolskim, w powiecie limanowskim, w gminie Niedźwiedź. Była intensywnie użytkowana do końca lat 70. XX wieku. Od 1981 włączona została w obszar Gorczańskiego Parku Narodowego, który obejmuje również dawny las gminny wsi Konina na zboczach poniżej polany. W lesie tym na południowo-zachodnich i zachodnich stromych zboczach rośnie największa w Gorcach liczba drzew pomnikowych. Są to dorodne jodły o wysokości sięgającej 35–40 m, przy średnicy powyżej 100 cm w pierśnicy. Największa z tych jodeł miała w 2004 wysokość 41 m i średnicę 138 cm w pierśnicy i jest to największa jodła w Gorczańskim Parku Narodowym i najwyższa w całej Polsce.

## Szlaki turystyki pieszej

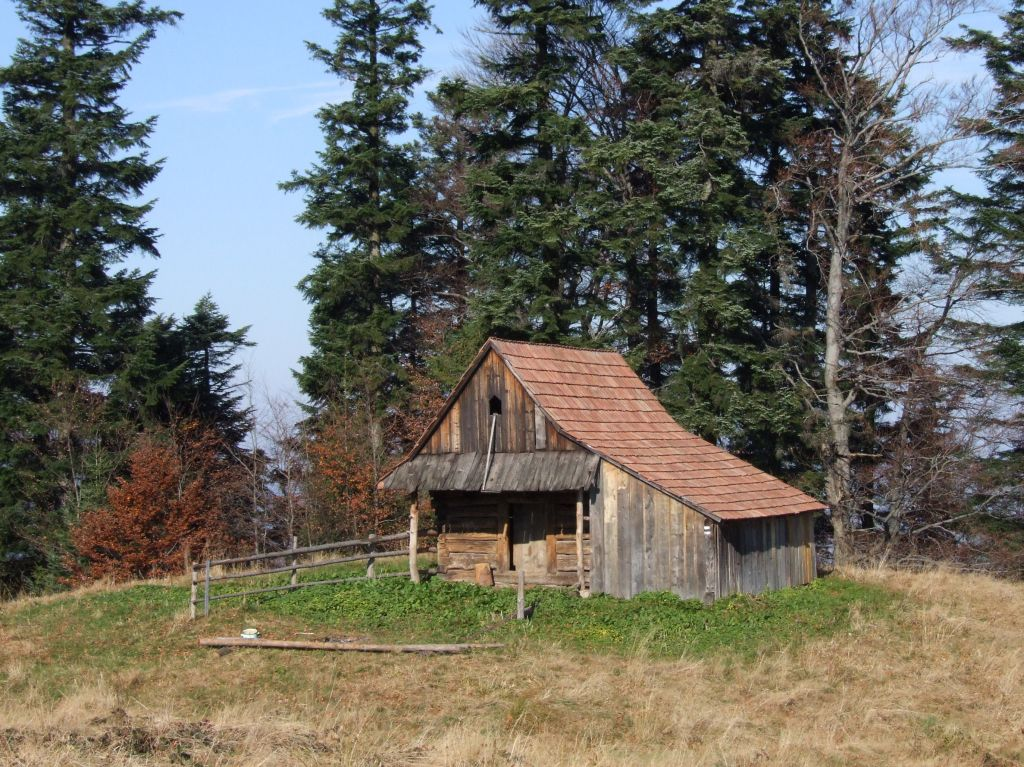
Szałas na polanie

Konina – Cyrla Hanulowa – Kopa – Figurki Niżne – Figurki Średnie – Figurki – Pustak – Kudłoń. Odległość 4,5 km, suma podejść 610 m, czas przejścia 2 godz., z powrotem 1 godz. 10 min.